# مأمورین اعدام
مأمورین اعدام یک نمایشنامه از نمایشنامه نویس بریتانیایی - ایرلندی مارتین مک دونا است. نخستین نمایش جهانی آن در سپتامبر 2015 در تئاتر سلطنتی لندن بوده‌است

## خلاصه داستان
مأمورین اعدام در سال ۱۹۶۳ در انگلستان اتفاق می‌افتد .داستان آن حول محور هری وید که به عنوان دومین مأمور برتر اعدام بریتانیا شناخته می‌شود به وقوع می‌پیوندد هری صاحب کافه ایی است و آن را با کمک همسرش، آلیس و دختر پانزده ساله اش شرلی، اداره می‌کند. هری مجبور است با تبعات لغو مجازات اعدام که او را از حرفه اصلی اش دور کرده کنار بیاید و همچنین، کافه پر از افرادی است که انگیزه‌های مختلفی در مورد حرفه هری دارند. ورود غریبه ایی به نام مونی به کافه هری مشکلاتی را برای او وجود می‌آورد. دختر هری تحت تأثیر مونی قرار می‌گیرد و خارج از کافه با او قرار می‌گذارد. با ناپدید شدن شرلی هری و آلیس به این باورند که شرلی توسط مونی ربوده و کشته شده‌است.

## جوایز
این نمایشنامه در بدو انتشار توانست نظر مثبت منتقدان را دریافت کند.
این نمایش برای بهترین بازی و بهترین طراحی در سال ۲۰۱۰ جایزه لورنس اولیور را به دست آورد و همچنین برای بهترین کارگردانی نامزد دریافت جایزه شده‌است. همچنین برنده جایزه بهترین نمایشنامه و بهترین طراحی حلقه منتقدین تئاتر ۲۰۱۵ را به دست آورده‌است